# Guerre navajo
Le guerre navajo furono una serie di battaglie, spesso separate da trattati di pace, combattute sia con raid da parte di diverse bande Navajo sui ranch lungo il Rio Grande, sia con scontri con entità quali la Spagna, il Messico e gli Stati Uniti. I conflitti iniziarono all'inizio del XVII secolo e continuarono sino al 1865.

## Periodo spagnolo
Vi sono documenti spagnoli che ricordano i Navajo dal 1571 al 1846; essi riportano nomi come: Querechose, Cocoye, Tacabuys, Quiajulas (Kyala), e Apache Navajos.  Come molti altri documenti del tempo sono parziali e non ricordano alcuni fatti scomodi per le cronache spagnole.

### Linea temporale
- 1582 Espejo-Beltrán  "trovano pacifici Indiani di montagna" chiamati Querechos. Questo gruppo non si trattiene a lungo nei pressi di Acoma poiché i Quecherose che commerciavano con i Pueblo giungevano in loro aiuto qualora si trovassero in situazioni di conflitto.
- 1630 Fray Benevides concorda una tregua tra i Tewa ed i Navajo.
- 1638 Si dice che il governatore Luis de Rosa abbia incoraggiato i Navajo a fare incursioni nelle missioni dei suoi avversari politici, i frati francescani.
- 1641-42 I frati francescani attuano una campagna militare contro i Navajo, bruciando mais, prendendo prigionieri ed uccidendone qualcuno.
- 1644-47 Gli Spagnoli combattono i Navajo che vivono lungo il fiume San Juan.
- 1659 Bernardo Lopez manda 40 soldati spagnoli e 800 alleati nelle Terre Navajo.
- 1661 Lopez autorizza l'uccisione e la cattura dei Navajo come schiavi quando sostavano a Tewa per commercio.
- 1669 Gli Spagnoli attaccano i Navajo presso Acoma.
- 1677-78 I Navajo fanno razzie contro gli Spagnoli. Gli Spagnoli organizzano tre diverse campagne di terra bruciata e ricerca di schiavi.
- 1680 I Navajo probabilmente si uniscono ai Pueblo. Ha inizio la grande rivolta sud-occidentale contro gli Spagnoli.
- 1691 I Navajo avvisano Pueblo ed Apache che l'esercito spagnolo è in movimento.
- 1696 Si dice che i Navajo, insieme ai Tewa, abbiano incitato le altre tribù alla rivolta.
- 1698 Termina la grande rivolta sud-occidentale; le frontiere spagnole rimangono invariate.

## Periodo statunitense
Nel 1846 l'Esercito degli Stati Uniti assunse dal Messico il controllo nominale del sud-ovest. Registri militari e civili mostrano come in terra navajo continuassero le incursioni ad opera dei cittadini. Nello stesso modo i Navajo non fermarono le loro razzie tra quegli stessi civili. La schiavitù, la guerra civile e le milizie cittadine complicarono la risposta dell'Esercito ai Navajo fino alla metà del 1860 che culminò nella lunga marcia.

### Linea temporale
- 1846 Il generale Kerny punisce i Navajo per aver attaccato la sua colonna in marcia verso la California, viene firmato un trattato ad Ojo del Oso (in seguito Fort Wingate).
- 1849 Il governatore militare colonnello John Washington invia una truppa in terra navajo ed a Canyon de Chelly, viene siglato un trattato che consente la costruzione di Forti e luoghi di commercio in Terra Navajo in cambio della pace e di doni annuali.
- 1851 Il colonnello Edwin Sumner costruisce Forti e fonda il Forte Defiance nel mezzo delle terre Navajo.
- 1855 Viene firmato un trattato a Laguna Negra da Manuelito e Zarcillos Largos da parte dei Navajo, Henry Dodge (agente), il governatore Merriweather ed il generale Garland.
- 1858 I Navajo chiedono che a Forte Defiance smettano di far pascolare il bestiame sulla loro terra. Un domestico del comandante stupra una donna Navajo, i Navajo si vendicano tradizionalmente uccidendo l'uomo. I militari combattono contro i Navajo per scovare gli assassini.
- 1860 L'esercito americano, i messicani-americani, gli Zuni e gli Ute invadono le terre navajo.
  - Gennaio: i Navajo uccidono 4 soldati di Forte Defiance.
  - Aprile: Manuelito, Barboncito e altri 1000 Navajo attaccano Forte Defiance. Altri razziano pecore e muli nei pressi di Santa Fe.
  - Maggio-ottobre: 400 abitanti del Nuovo Messico formano una milizia e irrompono in terra navajo, seguiti da raid indipendenti di cittadini in cerca di schiavi.
  - Settembre-dicembre:  7 spedizioni militari vedono l'uccisione di 23 Navajo.
- 1861 La guerra civile fa in modo che le truppe dell'Unione abbandonino i Forti e si dirigano ad est.
  - Febbraio: un altro trattato viene firmato a Forte Fauntleroy (più tardi Forte Wingate).
  - Febbraio: il generale Canby comunica che 31 cittadini di Taos sono in arrivo al forte con prigionieri Navajo e bisognosi di razioni di cibo.
  - Marzo: Canby riferisce che altri 4 gruppi di cittadini hanno attaccato i Navajo in cerca di prigionieri.
- 1862 L'Esercito Confederato risale il Rio Grande, le incursioni di civili contro i Navajo aumentano.
- 1862 L'Union Army, assistito da parte della milizia del Nuovo Messico, fa rientrare i confederati verso il Texas. Forte Wingate viene ristabilito ad Ojo del Oso (in origine Forte Fauntleroy). Alcuni cittadini accusano Navajo ed Apache del furto di 30,000 pecore nel 1862.
- 1863 I Navajo subiscono continue incursioni da parte della milizia.
  - Luglio: il colonnello Kit Carson inizia la sua campagna militare.
  - Settembre: a Carson viene ordinato di dirigere 4 compagnie della Milizia del Nuovo Messico a Forte Wingate contro i Navajo e i Mescalero-Apache.
- 1863 Il governatore del distretto militare del Nuovo Messico, generale James Henry Carleton, comunica a 18 capi Navajo che devono arrendersi entro il 20 luglio, del 1863, e spostarsi a Forte Sumner, a Bosque Redondo.

Tra settembre 1863 e gennaio 1864 Carson ed i suoi uomini inseguirono i Navajo, catturandone ed uccidendone alcuni. I raccolti vennero incendiati, le riserve di cibo furono confiscate, le Hogan (abitazioni tradizionali) date alle fiamme. Alcuni degli uomini di Carson marciarono attraverso il Canyon de Chelly distruggendo le proprietà Navajo. Senza cibo e riparo che potesse sostenerli durante l'inverno, e continuamente tallonati dall'esercito americano, alcuni gruppi iniziarono ad arrendersi.
All'inizio del gennaio 1864, molte bande Navajo insieme ad alcuni dei loro leader tra cui Barboncito, Armijo, ed infine nel 1866 anche Manuelito si arresero o vennero catturate dando inizio alla lunga marcia navajo che li portò alla riserva di Bosque Redondo presso Forte Sumner nel Nuovo Messico.
Tra i 1000-2000 Navajo elusero la cattura e non si arresero mai, si rifugiarono nel Grand Canyon, sulla Black Mesa, a Navajo Mountain, sugli Echo Cliffs e lungo il Colorado: Hoskinini, Kayelli, Old Scarbreast (Spaneshank), Daghaa Sikaad, Blackhorse, Old Arrow, Peokon e Many Wishkers furono i loro leaders.